# Jadwiga wrocławska
Jadwiga wrocławska (ur. między 1238 a 1241, zm. 3 kwietnia 1318) – księżniczka śląska z dynastii Piastów, ksieni klarysek we Wrocławiu.
Córka księcia śląskiego, krakowskiego i wielkopolskiego Henryka II Pobożnego i Anny, córki króla Czech Przemysła Ottokara I. Najprawdopodobniej najmłodsze dziecko książęcej pary.

## Życiorys
Jej imię nawiązywało do babki od strony ojca – Jadwigi Śląskiej. Dorastała bez ojca, zmarłego w 1241 w bitwie legnickiej z Mongołami. Została oddana na wychowanie do zakonu cysterek trzebnickich, w którym do 1243 przebywała jej babka Jadwiga. Po 1257 pod wpływem matki, protektorki franciszkanów, wstąpiła do nowo założonego klasztoru klarysek we Wrocławiu. W 1267 została jego opatką, lecz w 1280 zrezygnowała z tej godności. We wrocławskim klasztorze pozostała do śmierci. Tam też została pochowana.